# Heinz Müller (cyclisme)
Pour les articles homonymes, voir Heinz Müller et Müller.
Heinz Müller (né le 16 septembre 1924 à Tuningen, Bade-Wurtemberg et mort le 25 septembre 1975 à Schwenningen) est un coureur cycliste allemand qui fut champion du monde.

## Biographie
Heinz Müller devint champion d'Allemagne junior en 1941. Adulte, il remporte de nombreuses courses, surtout des critériums. Il gagne plusieurs étapes au Tour d'Allemagne. Son succès le plus important est la victoire au championnat du monde sur route professionnel en 1952 à Luxembourg ; son compatriote Ludwig Hörmann décroche la troisième place. En 1953, il devient champion d'Allemagne professionnel sur route. En 1955, il participe au Tour de France, mais abandonne lors de la quatrième étape. La raison peut avoir été des stimulants que lui avait donnés à son insu un responsable de l'équipe et qui ne lui avaient pas réussi.
Il dispute également 26 courses de Six-Jours, entre autres comme partenaire de Manfred Donike.
Heinz Müller mourut à l'âge de 51 ans, quelques jours après qu'on eut diagnostiqué chez lui une leucémie.

## Palmarès sur route

### Palmarès année par année
- 1941
  -  Champion d'Allemagne sur route juniors
- 1949
  - 9e étape du Tour d'Allemagne
- 1950
  - 7e et 15e étapes du Tour d'Allemagne
  - 3e du championnat d'Allemagne de l'américaine (avec Karl Weimer)
- 1951
  - 9e étape du Tour d'Allemagne
  - 2e du Tour du lac Léman
- 1952
  -  Champion du monde sur route
  - 5e, 9eb et 11e étapes du Tour d'Allemagne
  - 2e des Six Jours de Dortmund (avec Émile Carrara)
- 1953
  -  Champion d'Allemagne sur route
  - 5e étape du Tour du Sud-Est
- 1955
  - 5e et 7e étapes du Tour d'Allemagne
- 1956
  - 3e du championnat d'Allemagne sur route
  - 3e du championnat d'Allemagne de l'américaine (avec Walter Schürmann)
- 1957
  - 8e étape du Tour de Suisse
- 1958
  - Tour du Nord-Ouest de la Suisse
  - 2e des Six Jours de Cleveland (avec Theo Intra et Herbert Weinrich)

### Résultats sur les grands tours

#### Tour de France
1 participation
- 1955 : abandon (4e étape)

#### Tour d'Italie
2 participations
- 1954 : abandon
- 1958 : hors délais (8e étape)

#### Tour d'Espagne
1 participation
- 1956 : abandon (12e étape)